# トート・クリスティアーン
トート・クリスティアーン（Tóth Krisztián 1994年5月1日 - ）は、ハンガリーの柔道家。ドイツのヘッセン州出身。階級は90kg級。身長174cm。

## 人物
2009年に地元のハンガリーで開催された世界カデ73kg級で2位になった。2010年のユースオリンピック81kg級で3位になると、世界ジュニアでも3位となった。2011年の世界ジュニアでは5位だったが、U23ヨーロッパ選手権では優勝した。その後階級を90kg級にあげると、2012年のU23ヨーロッパ選手権では2位になった。2013年の世界選手権では5位になりながら、世界ジュニアでは7位に終わった。2014年のヨーロッパ選手権では3位になると、世界選手権では決勝まで進むも、ギリシャのイリアス・イリアディスに敗れて2位だった。世界ジュニアでは優勝を飾った。2016年のリオデジャネイロオリンピックでは3回戦で敗れた。2017年に地元のブダペストで開催された世界選手権では5位に終わった。2021年に同じく地元のブダペストで開催された世界選手権では準決勝でウズベキスタンのダブラト・ボボノフに一本負けを喫したが、その後の敗者復活戦を勝ち上がって3位になった。7月に日本武道館で開催された東京オリンピックでは3回戦で日本の向翔一郎を大内刈で破るも、準々決勝でドイツのエドゥアルト・トリッペルに技ありで敗れた。しかし、その後の敗者復活戦を勝ち上がって3位になった。2024年のパリオリンピックでは初戦で敗れた。その後階級を100㎏級に上げると、2025年のグランプリ・リンツで2位になった。
IJF世界ランキングは2158ポイント獲得で11位(25/3/17現在)。

## 主な戦績
- 2009年 - 世界カデ　2位(73kg級)

81kg級での戦績
- 2010年 - ヨーロッパカデ選手権　3位
- 2010年 - ユースオリンピック　3位
- 2010年 - ヨーロッパジュニア　5位
- 2010年 - 世界ジュニア　3位
- 2011年 - ヨーロッパジュニア　3位
- 2011年 - 世界ジュニア　5位
- 2011年 - U23ヨーロッパ選手権　優勝

90kg級での戦績
- 2012年 - U23ヨーロッパ選手権　3位
- 2013年 - ヨーロッパオープン・ブカレスト　3位
- 2013年 - 世界選手権　5位
- 2013年 - 世界ジュニア　7位
- 2013年 - U23ヨーロッパ選手権　優勝
- 2014年 - ヨーロッパオープン・プラハ　3位
- 2014年 - ヨーロッパ選手権　3位
- 2014年 - グランプリ・ブダペスト　2位
- 2014年 - グランプリ・ウランバートル　2位
- 2014年 - 世界選手権　2位
- 2014年 -　世界ジュニア　優勝
- 2014年 - グランドスラム・アブダビ　優勝
- 2015年 - グランプリ・トビリシ　3位
- 2015年 - グランプリ・ザグレブ　優勝
- 2015年 - 世界選手権 7位
- 2015年 - グランドスラム・アブダビ　3位
- 2016年 -　グランプリ・ハバナ　2位
- 2016年 - グランプリ・デュッセルドルフ　2位
- 2016年 - ヨーロッパ選手権　2位
- 2016年 - グランプリ・ブダペスト　優勝
- 2017年 -　グランドスラム・エカテリンブルグ　2位
- 2017年 - 世界選手権 5位
- 2017年 -　グランプリ・ザグレブ　優勝
- 2018年 - グランプリ・ブダペスト　優勝
- 2018年 -　世界選手権　5位
- 2018年 -　グランドスラム・アブダビ　2位
- 2018年 - グランプリ・タシュケント 2位
- 2018年 -　ワールドマスターズ　2位
- 2019年 - グランドスラム・パリ　3位
- 2019年 - グランドスラム・バクー　3位
- 2019年 -　ユニバーシアード　3位
- 2019年 - グランプリ・ザグレブ　3位
- 2019年 - 世界選手権　5位
- 2021年 -　グランドスラム・テルアビブ　3位
- 2021年 -　グランドスラム・タシケント　3位
- 2021年 -　グランドスラム・アンタルヤ　2位
- 2021年 -　ヨーロッパ選手権　3位
- 2021年 -　世界選手権　3位
- 2021年 -　東京オリンピック　3位
- 2022年 -　グランドスラム・アンタルヤ　3位
- 2022年 -　グランドスラム・トビリシ 2位
- 2022年 - ヨーロッパオープン・オーバーヴァルト　3位
- 2023年 -　グランプリ・アルマダ　2位
- 2023年 -　グランドスラム・テルアビブ　2位
- 2023年 -　グランドスラム・タシケント　3位
- 2023年 -　グランプリ・リンツ　優勝
- 2023年 -　グランドスラム・バクー　3位
- 2023年 - グランドスラム・アブダビ　3位
- 2023年 - ヨーロッパ選手権　3位
- 2024年 -　グランドスラム・バクー　2位
- 2024年 - 　ヨーロッパ選手権　2位

100㎏級での戦績
- 2025年 - グランプリ・リンツ　2位

(出典、JudoInside.com)